# Black Barbies
Black Barbies è un singolo promozionale della rapper trinidadiana Nicki Minaj e del produttore statunitense Mike Will Made It, pubblicato il 30 novembre 2016.

## Pubblicazione
È un remix della canzone Black Beatles di Rae Sremmurd e Gucci Mane. Una versione incompleta era stata caricata dalla Minaj su SoundCloud il 15 novembre 2016, la quale è stata in seguito mixata dal produttore e pubblicata ufficialmente.

## Accoglienza
Rob Sheffield di Rolling Stone l'ha inserita al 49 posto nella sua lista delle 50 migliori canzoni del 2016.